# Любовна халепа (фільм)
«Любовна халепа» (англ. The Oranges) — американська романтична комедія 2011 року, знята режисером Джуліаном Фаріно. У ролях: Г'ю Лорі, Лейтон Містер, Кетрін Кінер, Олівер Платт, Еллісон Дженні, Адам Броуді та інші.

## Синопсис
Дві сусідські родини, Остроф і Воллінг, уже багато років підтримують дружні стосунки. Але вся ця ідилія дає тріщину, коли на свята у батьківський дім повертається ексцентрична Ніна, донька Острофів. Вона зазнала невдачі в тривалих стосунках і тепер активно шукає собі нового партнера. Обидві родини намагаються звести її з Тобі, сином Воллінгів, але навіжена дівчина замість цього починає приділяти увагу його батькові, що закономірно призводить до вкрай незручної ситуації.

## У ролях
| Актор          | Роль                  |
| -------------- | --------------------- |
| Г'ю Лорі       | батько Девід Воллінг  |
| Кетрін Кінер   | мати Пейдж Воллінг    |
| Адам Броуді    | син Тобі Воллінг      |
| Аліа Шокат     | дочка Ванесса Воллінг |
| Олівер Платт   | батько Террі Острофф  |
| Еллісон Дженні | мати Кеті Острофф     |
| Лейтон Містер  | дочка Ніна Острофф    |
| Ая Кеш         | Майя                  |
| Хун Лі         | Генрі                 |

## Знімальна група
- Режисер — Джуліан Фаріно
- Сценарист — Йен Хелфер, Джей Рейсс
- Продюсер — Ентоні Брегман, Леслі Урденг, Дін Ванеч
- Композитор — Клаус Баделт, Ендрю Райхер